# Santa Susanna de la Trapa
El monestir de Santa Susanna és un antic monestir de Maella (Franja de Ponent), que ha estat de les ordes benedictina, cistercenca, franciscana i trapenca, i que actualment es troba enrunat.
Sembla que al segle VI hi havia hagut un monestir benedictí. El 1227 Jaume I el cedí a l'orde del Cister que hi establí un priorat depenent del monestir d'Escarp. Entre el 1560 i el 1575 fou habitat per franciscans que el retornaren al monestir d'Escarp i es traslladaren al convent de Santa Maria de Maella. Al segle xviii, molt abandonat, servir de caserna i hospital de sang fins que el 1796 fou cedit a una comunitat de monjos trapencs que havien estat expulsats de la França revolucionària. Aquests hagueren de fugir el 1810 durant la Guerra del Francès per refugiar-se a Mallorca (a Sant Josep de la Palomera) i el convent fou saquejat pels francesos, però els monjos hi retornaren el 1817 i s'hi estarien fins a la desamortització de 1835.

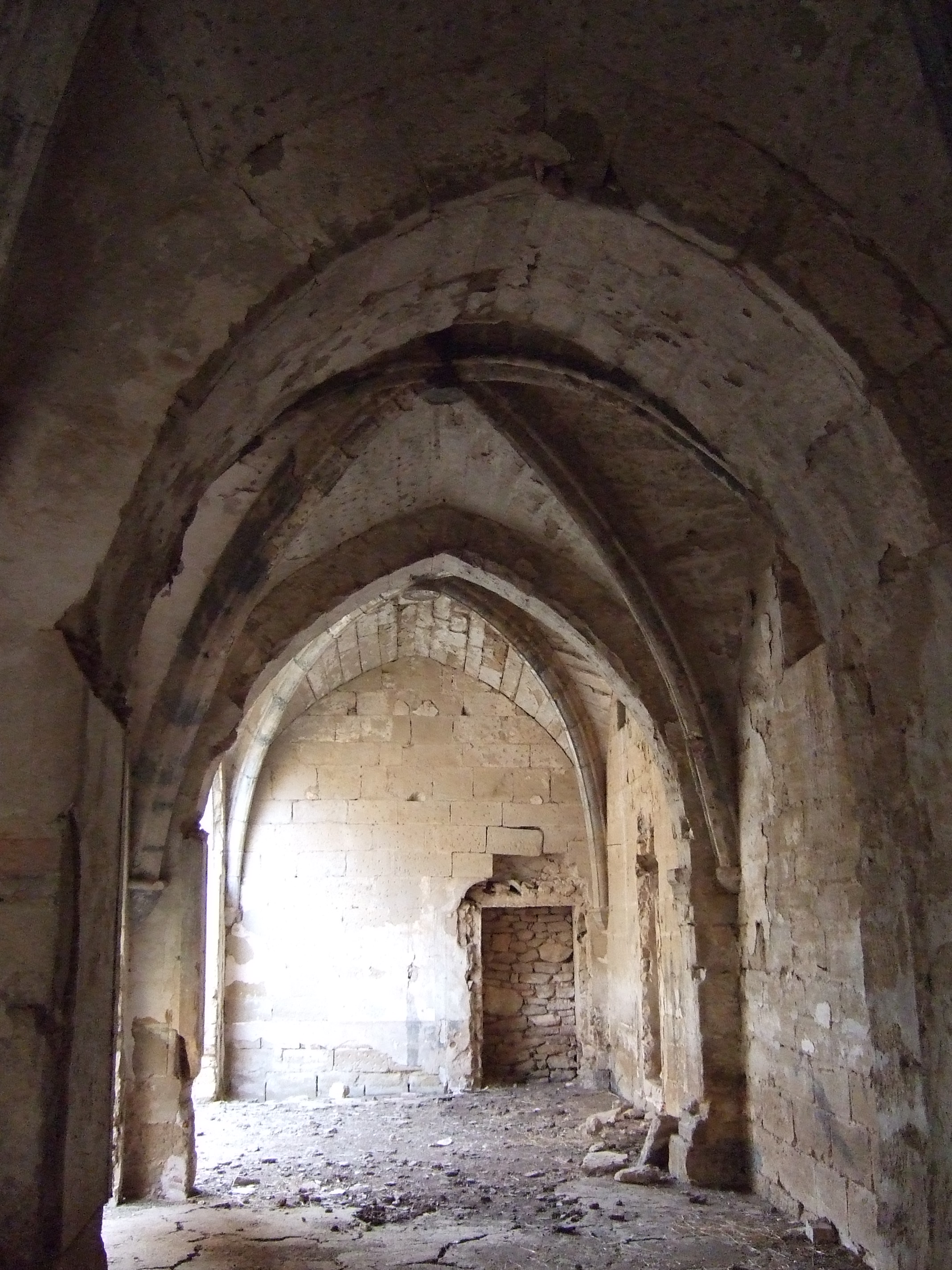
Nau gòtica

L'església és gòtica, però la corona un campanar barroc.